# AfriMusic-2019
Конкурс песни «AfriMusic»-2019 (англ. AfriMusic Song Contest 2019) — второй выпуск панафриканского конкурса песни «AfriMusic», прошедший на цифровых платформах с 1 сентября 2018 по 15 апреля 2019 года. В нём приняли участие 49 песен в исполнении 45 артистов из 13 стран, в финальную часть (голосование продлилось с 29 марта по 12 марта 2018 года) вышли 20 песен в исполнении 20 артистов из 10 стран. Победительницей конкурса стала представительница Южно-Африканской Республики Nonzwakazi с песней «Phakama Mbokodo»

### Участвующие страны
Первоначальные планы на 2019 год включали в себя проведение концертного шоу в Королевстве Эсватини, однако, в итоге страна-победитель первого сезона отказалась от права проведения конкурса. Выступая в качестве посла бренда, победительница прошлого года Symphony записала ряд промо-роликов, приглашающих подавать заявки и принимать участие в голосовании на конкурсе. Предварительная регистрация была открыта с 1 сентября по 13 октября 2018 года,, а период приёма заявок продлился с 1 декабря 2018 по 17 февраля 2019 года.
Участвующие страны были объявлены на официальном веб-сайте конкурса «AfriMusic» 11 марта 2019 года, одновременно с началом голосования в региональных отборах. Были получены заявки из 16 стран, количество стран предварительно зарегистрировавшихся для участия в этом году объявлено не было. По сравнению с 2018 годом, не были получены заявки из ДР Конго, Габона, Гвинеи, Египта, Зимбабве, Танзании, ЦАР, Чада и Эфиопии. К конкурсу присоединились Замбия, Либерия, Малави, Руанда, Сенегал и Того. Песни из 13 стран были признаны соответствующими правилам и допущены до конкурса, заявки из Того, Либерии и Ботсваны не смогли пройти данный процесс. Из общего числа в 49 песен в исполнении 45 артистов, наибольшее количество заявок поступило из Ганы (16) и ЮАР (10).
По сравнению с сезоном 2018 года, не все страны автоматически получили место в финале конкурса: 13 стран были разбиты на три Региональные группы, из которых уже определённое число песен отбиралось для участия в финале. Таким образом, в зависимости от результатов, в финал могли попасть от четырёх до одиннадцати стран. Региональные отборы продлились с 11 по 25 марта 2019 года. Промежуточные результаты голосования публики были оглашены 18 и 22 марта.
| Западная Африка (10)                                                    | Центральная/Восточная Африка (2)                                   | Южная Африка (8)                                      |
| ----------------------------------------------------------------------- | ------------------------------------------------------------------ | ----------------------------------------------------- |
| - Гана (16) - Камерун (3) - Кот-д’Ивуар (1) - Нигерия (6) - Сенегал (2) | - Малави (1) - Республика Конго (1) - Руанда (1) - Южный Судан (1) | - Замбия (1) - Мозамбик (3) - Эсватини (3) - ЮАР (10) |

20 песен, представляющие 10 стран, выбранные публикой и экспертными жюри для участия в финале конкурса, были объявлены 27 марта 2019 года. Гана будет представлена в финале пятью композициями, ЮАР — четырьмя, а Нигерия — тремя. Республика Конго, Сенегал и Южный Судан выбыли из борьбы на стадии Региональных отборов. Голосование в финале конкурса проходило с 29 марта по 12 апреля 2019 года. Промежуточные результаты голосования публики были оглашены 2 и 8 апреля 2019.

### Финал
| Страна      | Исполнитель         | Песня                      | Язык                                    | Баллы публики | Баллы жюри | Средний балл | Место |
| ----------- | ------------------- | -------------------------- | --------------------------------------- | ------------- | ---------- | ------------ | ----- |
| ЮАР         | Nonzwakazi          | «Phakama Mbokodo»          | Зулу, Английский                        | 8             | 12         | 10           | 1     |
| Мозамбик    | Jay Arghh A.K.A J’R | «Carlitos»                 | Португальский                           | 10            | 5          | 7.5          | 2     |
| Замбия      | Товела Каира        | «Gold»                     | Английский                              | 4             | 10         | 7            | 3     |
| Гана        | SSUE                | «Hypnotize»                | Английский                              | 12            | 1          | 6.5          | 4     |
| ЮАР         | Линда Килиан        | «I Will Never Fight Again» | Английский                              | 5             | 6          | 5.5          | 5     |
| Гана        | Siboat              | «Always and Forever»       | Английский                              | 7             | 3          | 5            | 6     |
| Нигерия     | Easrel              | «Fun Won Tan»              | Английский, Йоруба                      | 1             | 8          | 4.5          | 7     |
| Руанда      | Серж Иямуремье      | «Ndakubaha»                | Руанда                                  | 1             | 7          | 4            | 8     |
| Гана        | Da Saama            | «Cross Road»               | Английский                              | 6             | 1          | 3.5          | 9     |
| ЮАР         | Mellow              | «Ho Tlaba Jwang»           | Английский, Сесото                      | 3             | 2          | 2.5          | 10    |
| Эсватини    | Аманда Мо           | «Uwami»                    | Свати                                   | 1             | 4          | 2.5          | 11    |
| Гана        | Efe Keyz            | «Juju»                     | Английский, Пиджин-инглиш, Чви          | 2             | 1          | 1.5          | 12    |
| Нигерия     | Laz B               | «Oleburuku»                | Английский, Пиджин-инглиш, Игбо, Йоруба | 1             | 1          | 1            | 13    |
| Гана        | Dee Tutu            | «Thunder Fire»             | Английский, Пиджин-инглиш               | 1             | 1          | 1            | 14    |
| Эсватини    | Miss Trophy         | «Ngik’tsandzile»           | Свати                                   | 1             | 1          | 1            | 15    |
| Кот-д’Ивуар | DS Cynthia          | «Merci»                    | Французский                             | 1             | 1          | 1            | 16    |
| ЮАР         | Kelstar             | «Can We Go Back»           | Английский                              | 1             | 1          | 1            | 17    |
| Нигерия     | Алван Моррис        | «Dancehall on Fire»        | Английский                              | 1             | 1          | 1            | 18    |
| Камерун     | Joahn Lover         | «Game Over»                | Французский, Английский                 | 1             | 1          | 1            | 19    |
| Малави      | Мунго               | «Come Thru»                | Английский                              | 1             | 1          | 1            | 20    |

1. ↑  Содержит бэк-вокальный бридж на йоруба
2. 1 2  Содержит несколько слов на английском

### Исполнители, уже участвовавшие в «AfriMusic» ранее
Певица из Кот-д'Ивуара DS Cynthia принимала участие в финале «AfriMusic-2018» в составе проекта CCI Studio Orchestre Meets DS Cynthia, Fabému, Masta Ricky & Papson D.C. и также имела сольную песню «Jes Suis» в национальном отборе.

### Жюри
Жюри финала, состоявшее из 10 членов, включало в себя экспертов в области конкурса «Евровидение», панамериканских музыкальных экспертов и африканских экспертов в области музыки и продюсирования. Шесть из них уже входили в состав жюри конкурса в 2018 году.
- Казахстан — Андрей Михеев — главный редактор веб-сайта ESCKAZ
- Гана — Нии Атакора Менсах — руководитель отдела развития GhanaMusic.com
- ЮАР — Рой ван дер Мерве — глава Eurovision South Africa, главный редактор веб-сайта ESCCovers
- ЮАР — Виктор Нуньес — автор песен, сооснователь «AfriMusic»
- Гана — Амейо Дебра[англ.] — шоу-бизнес блогер
- Франция — Нисай Самре — главный редактор веб-сайта Eurovision-FR.net
- ЮАР — Промис Мотшеле — звукорежиссёр и менеджер по маркетингу ивентов
- Сан-Марино — Валентина Монетта — четырёхкратная участница конкурса «Евровидение»
- Канада — Энтони Лопес Берардинелли (Тони КуКо) — шоу-бизнес блогер, продюсер Панамериканского конкурса песни
- Либерия — Мулуку Сулеймане Курума (Ансо) — директор музыкального лейбла и продюсер

### Победители
Обладатели четырёх специальных премий были объявлены 10 апреля 2019 года:
- Лучший текст на английском языке[56][57]: Siboat (Гана) — «Always and Forever»
- Лучший текст на французском языке: Joahn Lover (Камерун) — «Game Over»
- Лучшая песня на языках Африки: Nonzwakazi (ЮАР) — «Phakama Mbokodo»
- Самая интернациональная песня (Песня, которая имеет шансы быть выпущенной на другом языке): авторы Илва и Линда Перссон (Швеция) — «I Will Never Fight Again» (в исполнении Линды Килиан (ЮАР))

Представительница Южно-Африканской Республики Сифокази 'Nonzwakazi' Мафумуло с песней собственного авторства «Phakama Mbokodo» была объявлена общим победителем Конкурса песни «Afrimusic» 2019 15 апреля. Песня исполняется на зулу и английском языках и переводится как «Вставай, женщина», при этом 'mbokodo' дословно означает 'скала' — отсылка к строчке протестной песне, исполнявшейся на Марше женщин в Южно-Африканском Союзе в 1956 году «когда ты бьешь женщину — ты бьешь скалу». В качестве приза, Nonzwakazi была приглашена посетить Евровидение-2019 в Тель-Авиве, Израиль и выступить там на официальных площадках, включая Евродеревню в парке имени Чарльза Клора, где она пела в день финала конкурса 18 мая 2019 года перед лицом 105 тысяч зрителей.
Конкурс песен AfriMusic был удостоен премии SAPCC ABSA Business Excellence Award 2019 (ежегодная церемония признания выдающегося успеха со стороны предприятий и частных лиц южно-африканцев португальского происхождения, способствующих развитию экономической жизнеспособности и социальной структуры Южной Африки) в категории «Новое предприятие года», в то время как Nonzwakazi завоевала премию Gagasi FM Shero Award для Женщин в Творческом Искусстве провинции Квазулу-Натал и была номинирована как Лучший Новый Исполнитель на премии 031 Awards.